# Ruta dels Temples
La Ruta dels Temples és una ruta turística a Melilla, Espanya, que comprèn la visita als principals 4 temples de la ciutat. La ruta comença amb la visita a l'Església de la Puríssima Concepción, la més antiga de Melilla (1657), d'estil romànic tardà i d'interior barroc, en l'altar del qual es troba la molt venerada imatge de la patrona de la ciutat, la Verge de la Victòria. A continuació, els turistes es dirigeixen a la Sinagoga Or Zaruah, edifici modernista de 1924. El següent temple a visitar és el Temple Hindú, situat també en un edifici modernista i finalment la Mesquita Central, fundada en 1950.

## Història
La Ruta dels Temples de Melilla sorgeix en 2006 com una iniciativa del Patronat de Turisme en la cerca d'un producte turístic que contribuís al desenvolupament econòmic de la ciutat, a través de la seva projecció cultural i religiosa cap a l'exterior.

## Galeria

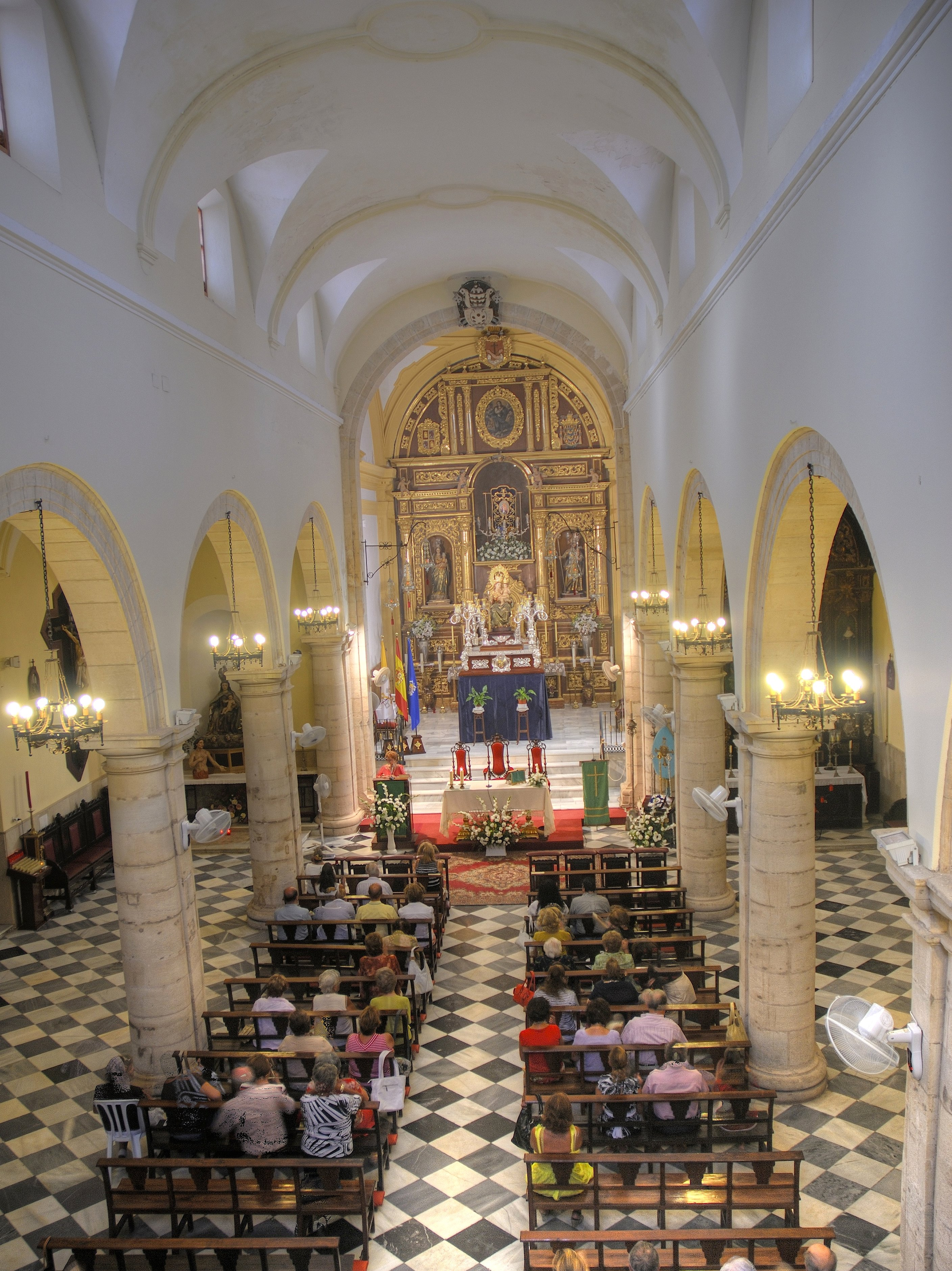
Església de la Puríssima Concepción
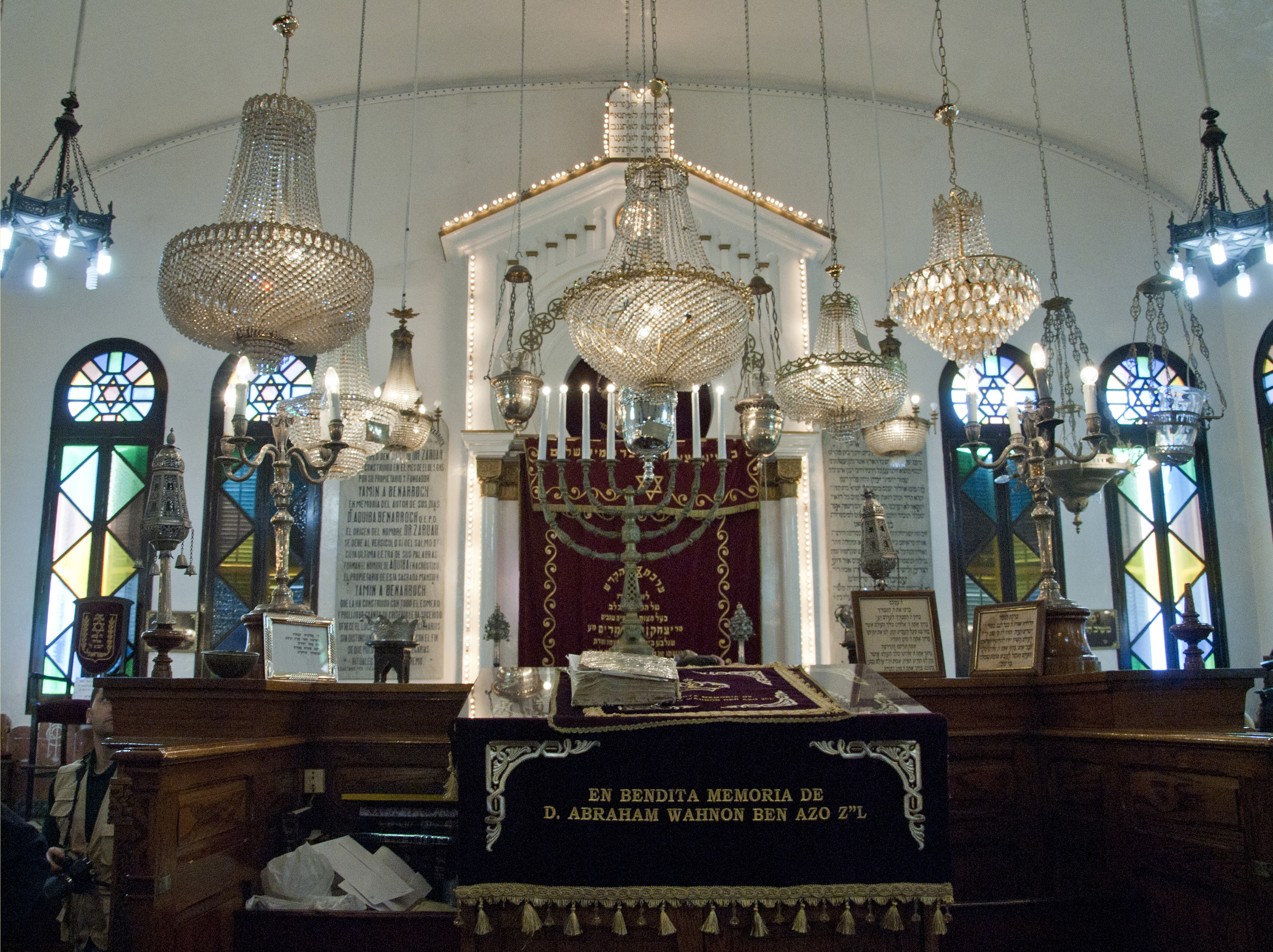
Sinagoga Or Zaruah
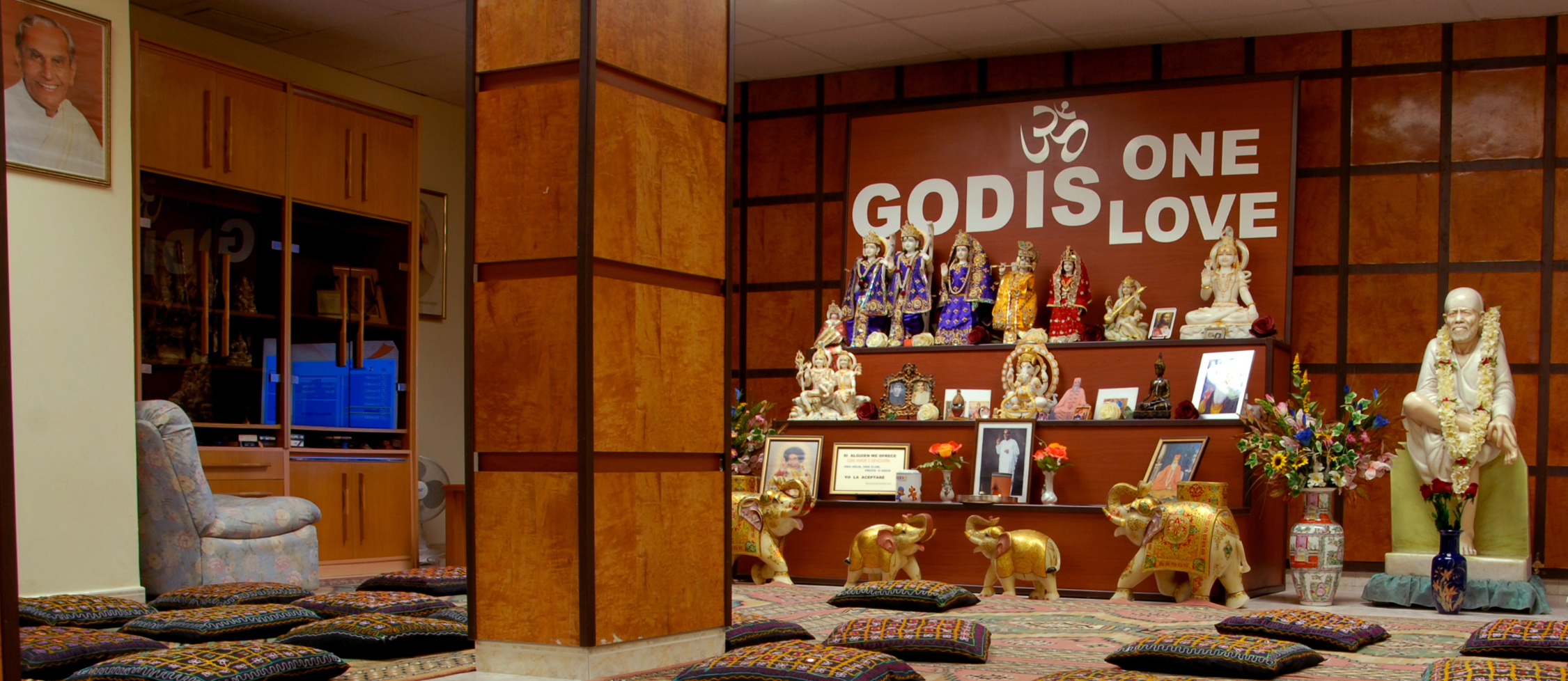
Temple hindú
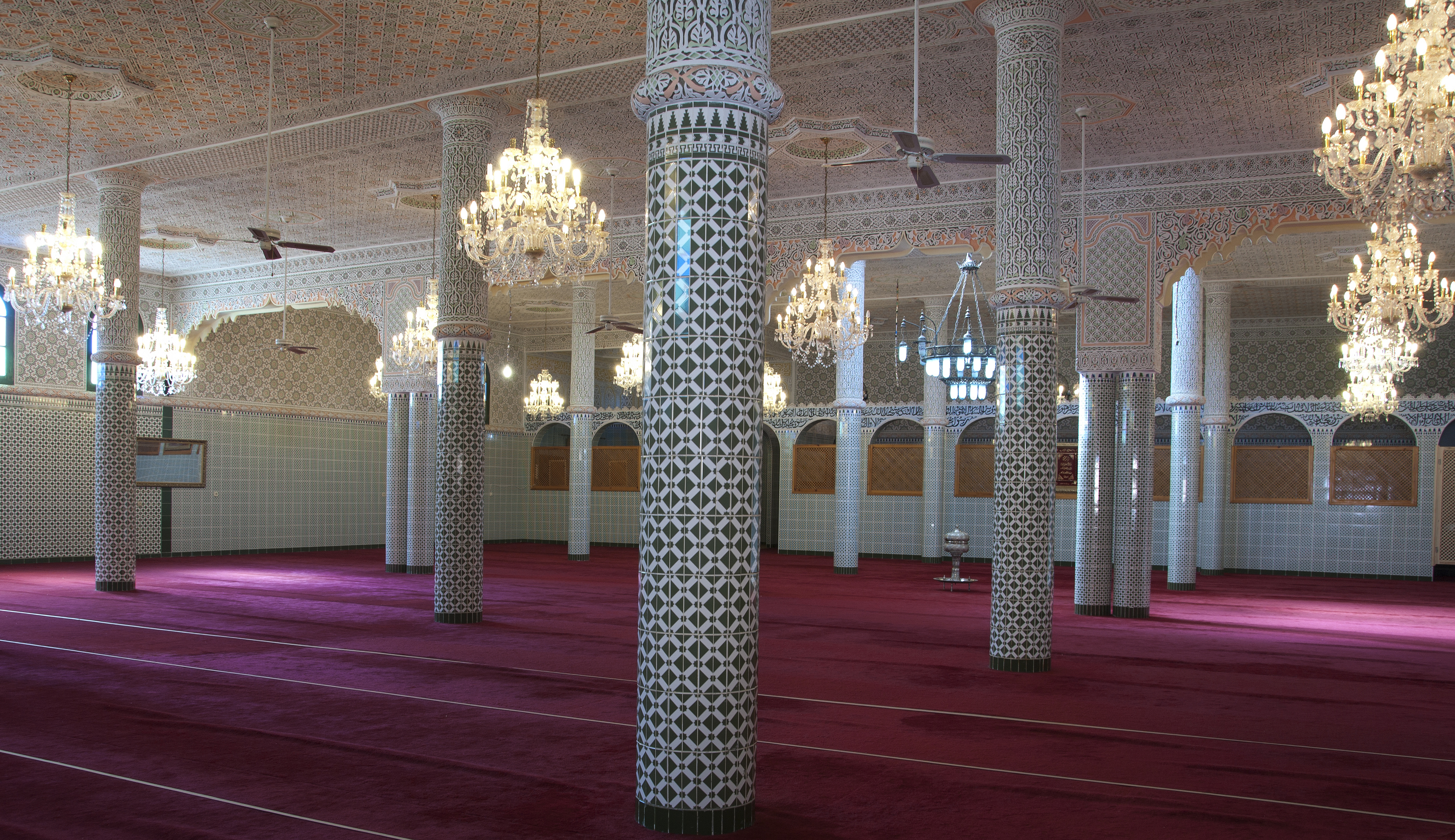
Mesquita Central